# Hubert Socha
Hubert Socha SAC (* 21. Juli 1933 in Ziegenhals, Oberschlesien, jetzt Głuchołazy; † 1. August 2021 in Limburg an der Lahn) war ein deutscher Ordenspriester und römisch-katholischer Theologe.

## Leben
1955 trat er in den Orden der Pallottiner ein, 1961 erfolgte seine Priesterweihe in Vallendar. Pater Socha studierte Philosophie, Theologie und Kirchenrecht in Olpe, Vallendar und München, wo er 1966 promoviert und 1971 habilitiert wurde. Seit 1967 lehrte er als Dozent, von 1971 bis 2001 als Professor für Kirchenrecht an der PTH Vallendar, von 1975 bis 1990 auch an der Theologischen Fakultät Trier. 2021 verstarb er in Limburg und wurde dort bestattet.

## Schriften (Auswahl)
- Die Analogie zwischen der Hirtengewalt und der Dominativgewalt der klösterlichen Laienoberen. (= Münchener theologische Studien 3. Kanonistische Abteilung. Band 23). Hueber, München 1967, OCLC 462725486 (zugleich Dissertation, München 1967).
- Das Ordensapostolat in der Teilkirche. Ekklesiologische-kanonistische Standortbestimmung der Ordensleute. (= Münchener theologische Studien 3. Kanonistische Abteilung. Band 31). Hueber, München 1973, OCLC 74119331 (zugleich Habilitationsschrift, München 1971).
- als Herausgeber mit Manfred Probst: Die „Vereinigung des Katholischen Apostolats“ Vinzenz Pallottis. Idee – Geschichte – Gestalt. (= Glaube, Wissen, Wirken, Band 17). Lahn-Verlag, Limburg 1993, ISBN 3-7840-2019-4.
- In der Kirche angenommen. Beiträge und Dokumente zur gesamtkirchlichen Errichtung der Vereinigung des Katholischen Apostolates Vinzenz Pallottis. (= Pallottinische Studien zu Kirche und Welt, Band 10). EOS, Sankt Ottilien 2009, ISBN 978-3-8306-7404-7.